# Nolana leptophylla
Nolana leptophylla ist eine Pflanzenart aus der Gattung Nolana in der Familie der Nachtschattengewächse (Solanaceae).

## Beschreibung
Nolana leptophylla ist ein ausdauernder Halbstrauch oder eine einjährige Pflanze, die aufrecht oder niederliegend wächst, verzweigt, sehr holzig und dicht belaubt ist. Sie ist mit einfachen drüsigen und nichtdrüsigen Trichomen besetzt. Die Laubblätter stehen wechselständig und sind etwa 3 mm lang. Sie sind sukkulent, linealisch langgestreckt und können einen zurückgerollten Blattrand haben. Die Blattstiele sind sehr kurz.
Die Blüten stehen einzeln in den Achseln oder in spiralförmigen Zymen. Die Blütenstiele sind 0,8 bis 1,2 cm lang. Der Kelch ist etwa 5 mm lang, glockenförmig und mit fünf ungleichen, aufrecht stehenden und dreieckigen Zähnen besetzt. Die Krone ist 1 bis 2,4 cm lang und röhrenförmig-trichterförmig. Die Staubblätter sind ungleich gestaltet und in zwei längere und drei kürzere unterteilt. Die Staubfäden sind an der Basis nicht verbreitert und nur selten behaart. Der Griffel ist gynobasisch und so lang wie die kürzeren Staubfäden. Die Narbe ist köpfchenförmig.
An der Frucht sind die Blütenstiele zurückgebogen, der Kelch ist beständig und vergrößert. Die Früchte bestehen aus drei bis fünf ungleich geformten Teilfrüchten.

## Vorkommen
Nolana leptophylla kommt zwischen den chilenischen Region Tarapacá und Coquimbo vor und meist im Landesinneren in Höhen zwischen 1000 und 3000 m.